# Ligne de Schwalbe

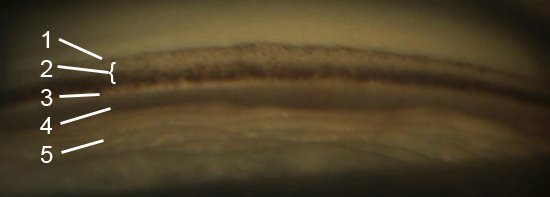
Gonioscopie de l'angle de la chambre antérieure. 1. Ligne de Schwalbe, 2. Réseau trabéculaire (TM), 3. Éperon scléral, 4. Corps ciliaire, 5. Iris

Gonioscopie de l'angle de la chambre antérieure.

La ligne de Schwalbe est la ligne anatomique de la surface intérieure de la cornée de l'œil. Elle délimite la limite externe de la couche d'endothélium cornéen. Plus précisément, elle représente la terminaison de la membrane de Descemet.
Dans de nombreux cas, elle peut être observé par gonioscopie.
Certaines recherches suggèrent que l'endothélium cornéen possède en fait des cellules souches capables de produire des cellules endothéliales, en particulier après une blessure, bien qu'à une échelle limitée.
Elle tient son nom de Gustav Albert Schwalbe.